# Scream VI
Scream VI es una película de slasher estadounidense de 2023, dirigida por Matt Bettinelli-Olpin y Tyler Gillett, y escrita por James Vanderbilt y Guy Busick. Es la secuela directa de Scream (2022), así como la sexta entrega de la franquicia con el mismo nombre y la segunda colaboración en la saga formando equipo como Radio Silence Productions.
La trama principal de la película sigue a los cuatro supervivientes de la matanza de Woodsboro de 2022, y como estos tratan de cambiar de aires para sobrellevar el trauma que cambió y marcó sus jóvenes vidas.
La película fue producida por Spyglass Media Group tras su adquisición inmediata de los derechos de la franquicia el año 2019. La película fue autorizada tras el éxito en taquilla de su predecesora. Scream VI fue estrenada en su país de origen el 10 de marzo del 2023 (previamente el 31 de marzo del 2023), recibiendo elogios de las críticas por su tono, dirección y trama.

## Argumento
Un año después de los asesinatos de Woodsboro orquestados por Richie Kirsch y Amber Freeman, la profesora de la Universidad de Blackmore Laura Crane es engañada y asesinada por su estudiante Jason Carvey disfrazado de Ghostface debido a que la culpa de su fracaso. Jason trama con su novio Greg matar a las hermanas Sam y Tara Carpenter para terminar la "película" que Richie y Amber querían hacer. Sin embargo, Jason recibe una llamada de un Ghostface diferente, que ha matado a Greg y posteriormente apuñala a Jason hasta la muerte.
Sam y Tara viven ahora en Nueva York, y Tara asiste a la Universidad Blackmore junto a sus compañeros supervivientes Chad y Mindy Meeks-Martin, su compañera de habitación Quinn Bailey, la novia de Mindy, Anika Kayoko, y el compañero de habitación de Chad, Ethan Landry. Sam asiste a terapia con el Dr. Christopher Stone y se ha convertido en una paria pública debido a una teoría conspirativa en Internet que la acusa de ser la verdadera autora intelectual de los recientes asesinatos. El padre de Quinn, el detective Wayne Bailey, llama a Sam para interrogarla ya que su identificación fue encontrada en la escena del asesinato de Jason, junto con una máscara de Ghostface que llevaban Richie y Amber. De camino a la comisaría, Ghostface llama a Sam desde el teléfono de Richie, que luego ataca a Tara y mata a varios transeúntes en una bodega, y deja atrás otra máscara de Ghostface usada en los asesinatos de Woodsboro de 2011.
En el Departamento de Policía de Nueva York, las hermanas se reúnen con la agente especial del FBI Kirby Reed, superviviente de los asesinatos de 2011, y con la reportera Gale Weathers, que desde entonces ha escrito un nuevo libro sobre los anteriores asesinatos de Woodsboro a pesar de haber prometido a las hermanas Carpenter que no lo haría. Les cuenta que habló con Sidney Prescott y que se ha escondido para proteger a su familia. El Dr. Stone es asesinado por Ghostface, que roba el archivo de Sam y deja atrás una máscara usada en los asesinatos de Hollywood. Mindy teoriza que el asesino está siguiendo las reglas de las franquicias cinematográficas, específicamente la regla de que cualquiera puede morir mientras la franquicia aún continuará. Desde su ventana, Danny, el novio de Sam, es testigo de cómo Ghostface apuñala a Quinn en el apartamento de Sam y Tara antes de atacar al grupo y matar a Anika, dejando tras de sí una máscara utilizada en los asesinatos del Colegio Windsor College. Gale lleva al grupo a un teatro abandonado que encontró mientras investigaba y que se ha convertido en un santuario para los asesinos de Ghostface, con muchas pruebas relacionadas con masacres anteriores que ahora se muestran como objetos de utilería de películas.
Ghostface llama a Gale a su apartamento y la atormenta por la muerte de  Dewey Riley antes de matar a su novio y atacarla. Sam y Tara llegan justo a tiempo para impedir que Ghostface mate a Gale, que es trasladada al hospital. El grupo acuerda reunirse con Kirby en el teatro para atrapar a Ghostface. Mindy es apuñalada por Ghostface en el tren. En el teatro, Sam ve una alucinación de su padre, el asesino original de Ghostface, Billy Loomis. Cogiendo su cuchillo de los asesinatos originales, se da cuenta de que han sido encerrados dentro. Dos Ghostfaces aparecen y atacan a Chad. Wayne y Kirby llegan con las armas desenfundadas y él le dispara, revelándose como el tercer Ghostface y el autor intelectual. Sus cómplices son sus hijos, que resultan ser Ethan y una Quinn aún viva, que fingió su muerte para aliviar las sospechas. Revelan que su motivo es vengarse de Sam por matar a Richie, que era su hermano y el primogénito de Wayne. Difamaron a Sam en Internet y se infiltraron en su vida con la intención de matarla. Sam y Tara acaban imponiéndose y luchan contra ellos, Tara apuñala a Ethan y Sam mata a Quinn mientras Wayne queda inconsciente por unos instantes. Sam se pone el disfraz de Ghostface de su padre, se burla de Wayne con una llamada telefónica y lo apuñala hasta matarlo. Ethan reaparece, pero Kirby le rompe un televisor en la cabeza y lo mata.
Sam acepta dejar que Tara viva su vida de forma más independiente y Tara acepta ir a terapia. Mientras Mindy, Chad y Kirby son llevados al hospital, Sam se queda mirando la máscara de Ghostface de su padre antes de desecharla y seguir a Tara y Danny a la ciudad.

## Reparto
- Courteney Cox como Gale Weathers
- Melissa Barrera como Sam Carpenter
- Jenna Ortega como Tara Carpenter
- Jasmin Savoy Brown como Mindy Meeks-Martin
- Mason Gooding como Chad Meeks-Martin
- Hayden Panettiere como Kirby Reed
- Dermot Mulroney como Detective Bailey
- Liana Liberato como Quinn Bailey
- Jack Champion como Ethan Landry
- Josh Segarra como Danny Brackett
- Devyn Nekoda como Anika Kayoko
- Tony Revolori como Jason Carvey
- Samara Weaving como Laura Crane
- Henry Czerny como Dr. Christopher Stone
- Luna Cabreracomo Billy Loomis
- Roger L. Jackson como voz de Ghostface[5]

## Producción

### Desarrollo
Planes para realizar una posible sexta película de Scream fueron considerados por ejecutivos de la distribuidora original The Weinstein Company en 2011, Wes Craven, director de las primeras cuatro películas, y Kevin Williamson, guionista de la trilogía original, quienes esperaban analizar el éxito de la cuarta entrega para proceder con cualquier posible continuación.
El 3 de febrero de 2022, un mes después del estreno de Scream (2022), Paramount autorizó la realización de una secuela de forma oficial la cual sería realizada con el mismo equipo (Radio Silence) y que se estrenaría a principios de 2023. Bettinelli-Olpin y Gillett revelaron en una entrevista con Digital Spy su intención de seguir desafiándose durante la elaboración de la película, siendo esa la razón por la que optaron por agregar elementos poco frecuentes en la franquicia como cambiar el escenario así como intentar agregar tensión visceral al describir el proceso de cómo colocar al personaje de Ghostface en el mundo real.
Tras la confirmación por parte de Neve Campbell en no aparecer en la sexta entrega de la franquicia de terror debido a desacuerdos con la compañía antes del inicio del rodaje de la misma, los directores comentaron que la ausencia de la actriz impactó brutalmente su nuevo guion, aunque que sería la oportunidad perfecta para explorar mejor al nuevo elenco de personajes sin depender de la presencia de la heroína principal de la saga. De forma similar, Jenna Ortega comentó que habrían referencias de Sidney Prescott en la trama de la película a lo que la actriz se refirió como "respeto hacia [Neve] Campbell."

### Guion
En marzo del 2022, las primeras versiones del guion fueron completadas y enviadas al elenco principal con un total de veintiséis páginas. En junio de ese mismo año, Ortega reveló en una entrevista con Entertainment Tonight que la película contaría con un tono más oscuro, describiendo al nuevo Ghostface como el más agresivo y violento de la saga: «Acabo de leer parte del guion, y se pone más y más sangriento. Creo que es probablemente el Ghostface más agresivo y violento que hemos visto. Considero que será muy divertido rodarlo». Por otra parte Melissa Barrera confirmó que parte de la trama se desarrollaría en Nueva York al creer que beneficiaría muchísimo el tono de la nueva entrega.
En respuesta a la salida de Neve Campbell de la producción de la secuela, se realizaron reescrituras del guion para referirse al personaje de manera indirecta en la trama. Para el desarrollo de la película, los directores Bettinelli-Olpin y Gillett se aseguraron de estudiar las secuelas predecesoras con tal de agregar su estilo así como concluir que en las nuevas películas había espacio para experimentar y tomar riesgos. Gillett afirmó lo mismo cuando explico que la película tiene que tomar riesgos con tal de subvertir las expectativas, afirmando que "cualquier cosa podría pasar."

### Casting
Poco después de ser confirmada la realización de una secuela de Scream (2022), el elenco principal (Melissa Barrera, Jenna Ortega, Jasmin Savoy Brown y Mason Gooding) fue confirmado de nuevo como regresando como las hermanas [Sam y Tara] Carpenter y los gemelos [Mindy y Chad] Meeks-Martin respectivamente. De igual manera, la actriz Courteney Cox confirmó su participación en la secuela regresando como la oportunista Gale Weathers. A finales de mayo del 2022, Hayden Panettiere, que apareció en la cuarta entrega de la franquicia (la última de su director, Wes Craven), fue confirmada para retomar su papel, revelando la ambigua supervivencia de su personaje, Kirby Reed. Posteriormente, el veterano Dermot Mulroney sería fichado para aparecer en la película interpretando a un agente de policía.
Poco después, a principios de junio, Neve Campbell confirmaría su ausencia como Sidney Prescott por primera vez en la franquicia debido a un desacuerdo salarial con producción. A raíz de su anuncio, actores que colaboraron previamente en la franquicia tales como David Arquette (Dewey Riley), Emma Roberts (Jill Roberts), Jamie Kennedy (Randy Meeks) y Sarah Michelle Gellar (Cici Cooper) mostraron su apoyo respecto a la decisión de Campbell, y se pusieron del lado de la icónica protagonista de la saga Scream.
En un reportaje de Deadline, se reveló que los actores Jack Champion, Liana Liberato, Devyn Nekoda y Josh Segarra se habían integrado al elenco de la película con roles sin especificar. Durante las próximas semanas, a mediados de julio, se reportó que los actores Henry Czerny, Samara Weaving (siendo estos dos últimos actores quiénes trabajaron previamente para Radio Silence en Ready or Not) y Tony Revolori también se unirían al elenco principal.

### Rodaje
El rodaje se llevó a cabo en Montreal (Canadá), durante el 9 de junio del 2022. Conforme la producción avanzó algunos reportes revelaron que parte de la trama tendría lugar en la ciudad de Nueva York. A finales de agosto de ese mismo año, parte del equipo de filmación anunció a través de sus redes sociales el fin de la etapa de rodaje, aproximadamente durante la semana del 6 de septiembre del 2022.

## Recepción

### Taquilla
En Estados Unidos y Canadá, Scream VI fue estrenada junto a 65 y Champions, y se proyectó que recaudaría alrededor de $35–40 millones de dólares en su exhibición en 3,675 cines druante su primer fin de semana. La película ganó $19,3 millones en su primer día, incluyendo $5,7 millones de boletos preventa el jueves, un número muy bueno para una cinta slasher. Debutó con $44,4 millones, consiguiendo así la apertura más alta de taquilla de la franquicia lo que le otorgó el primer lugar durante principios de marzo. Recaudó un total $17,3 millones en su segundo fin de semana, terminando en segundo lugar detrás de Shazam! Fury of the Gods, y cayendo en 61%, ciertamente un poco más que su predecesora, y posteriormente $8,3 millones en su tercer fin de semana, terminando en cuarto lugar en taquilla y cayendo aún como una cinta slasher común. Para su cuarto y quinto periodo, fue la película con mayor estabilidad recaudando 5,3 y 3,4 millones consecutivamente, lo que la llevó a un acumulado de $103,8 millones de dólares, superando a la primera entrega de la franquicia, y obteniendo el título de la más taquillera a ese nivel. A nivel mundial, va en $168,9 millones, eclipsando ya a Scream 3, y muy cerca de las dos primeras entregas, aunque ya ha perdido mucha fuerza en todo el mundo y el mercado doméstico, donde ya acumula 108,2 millones.

### Crítica
En el sitio de recopilación de críticas Rotten Tomatoes, la película sostiene un porcentaje del 75% de aprobación basado en 212 reseñas, y en una calificación promedio de 6.8/10. El consenso del sitio dice, "Ciertos aspectos de la meta franquicia de horror más asesina podrán sentirtse rancios, pero un cambio de escenario y algunas piezas innovadoras ayudan a mantener a Scream VI razonablemente en forma." En Metacritic, la película tiene una calificación de 61 sobre 100, basada en 50 críticas, indicador de "críticas generalmente favorables".
Perri Nemiroff escribió en su reseña: "Me siento muy afortunada de ser una fan a muerte de Scream. Scream VI es fantástica. Muy agradecida de que esta franquicia haya caído en manos de Radio Silence porque continúan arrasando. Si, los ataques/matanzas de Ghostface son especialmente viciosos, algunos podrían ser los más altos de la franquicia en términos de tensión." Para su reseña Germán Lussier escribió: No sé como lo hacen pero, el equipo de Scream lo hizo de nuevo. Scream VI es quizá la entrega más retorcida a la fecha con gran tensión, asesinatos grotescos y otro inteligente y atemporal gancho. Me mantuvo adivinando en cada escena. También hizo un gran uso de Nueva York igual. ¿Cómo es que esta franquicia es tan buena? Heather Wixson de Daily Dead redactó para su reseña lo siguiente: "Feliz de reportar que Scream 6 es slashintástica! El ritmo es bueno, algunos escenarios son innovadores y puedes sentir el amor por el horror y esta franquicia de Radio Silence de principio a fin. Como una fan de más de 26 años de esta franquicia. Estoy feliz, muy feliz."

### Premios
| Premio                                              | Fecha de ceremonia  | Categoría      | Nominados(as)                               | Resultado | Ref(s) |
| --------------------------------------------------- | ------------------- | -------------- | ------------------------------------------- | --------- | ------ |
| MTV Movie & TV Awards                               | 7 de mayo de 2023   | Mejor pelea    | Gale Weathers (Courteney Cox) vs. Ghostface | Ganadora  | [ 36 ] |
| MTV Movie & TV Awards                               | 7 de mayo de 2023   | Mejor película | Scream VI                                   | Ganadora  | [ 36 ] |
| MTV Movie & TV Awards                               | 7 de mayo de 2023   | Mejor canción  | Demi Lovato por «Still Alive»               | Nominada  | [ 36 ] |
| Hollywood Critics Association Midseason Film Awards | 30 de junio de 2023 | Mejor terror   | Scream VI                                   | Nominada  | [ 37 ] |

## Secuela
En marzo de 2023, los directores Matt Bettinelli-Olpin y Tyler Gillet comentaron que estaban «esperanzados» por la realización de una séptima película en la serie, y dijeron que les gustaría seguir viendo más películas de la franquicia «ya sea que estuvieran involucrados o no». También declararon que querían que Campbell regresara en futuras entregas, diciendo que «les encantaría poder hacer otra película con ella y no se rendirían».
En agosto, Christopher Landon fue anunciado como director de la séptima película. La producción se había visto ralentizada por la huelga SAG-AFTRA 2023 y la Huelga del Sindicato de Guionistas de Estados Unidos de 2023; los planes de grabación se retrasaron nuevamente el 21 de noviembre, cuando Melissa Barrera fue despedida de la película por publicaciones en las redes sociales en apoyo a Palestina durante la guerra entre Israel y Gaza, que fueron interpretadas como antisemitas por los productores. Al día siguiente, se anunció que, Jenna Ortega, no regresaría debido al apoyo prestado a su compañera de reparto Melissa, mientras que también se informó que a los guionistas Vanderbilt y Busick, se les encomendó la tarea de reescribir toda la cinta «empezando desde cero». El 23 de diciembre, Landon declaró que ya no estaba asociado con la secuela, comentando: «creo que ahora es un momento tan bueno como cualquier otro para anunciar que me salí formalmente de Scream 7 hace semanas. Fue un trabajo soñado que se convirtió en una pesadilla. Y mi corazón se rompió por todos los involucrados. Todos. Pero es hora de seguir adelante.»